# Colombey-les-Belles
Colombey-les-Belles ist eine französische Gemeinde mit 1430 Einwohnern (Stand 1. Januar 2022) im Département Meurthe-et-Moselle in der Region Grand Est (bis 2015 Lothringen). Sie gehört zum Arrondissement Toul und zum Kanton Meine au Saintois.

## Geografie
Die Gemeinde Colombey-les-Belles liegt im Südwesten des Départements Meurthe-et-Moselle, an der Grenze zum Département Vosges, etwa zehn Kilometer südlich von Toul. Die Autoroute A31 kreuzt hier die Fernstraße von Nancy nach Chaumont.

## Bevölkerungsentwicklung

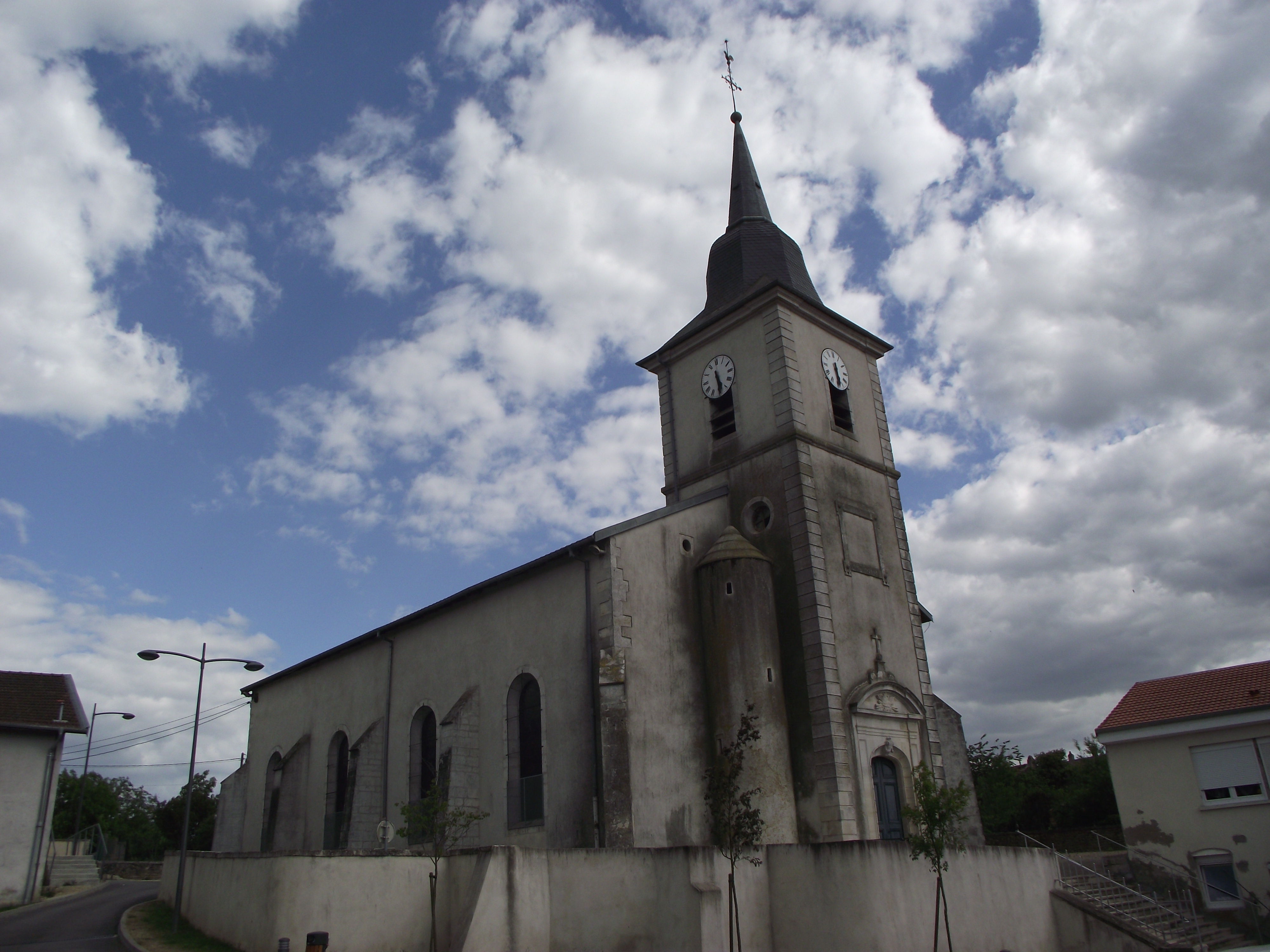
Kirche Saint-Maurice

| Jahr      | 1962 | 1968 | 1975 | 1982 | 1990 | 1999 | 2007 | 2019 |
| Einwohner | 685  | 723  | 816  | 949  | 1080 | 1283 | 1367 | 1449 |